# فرخنده سبزرخشان
فرخنده سبزرخشان (نام علمی: Chlorochrysa phoenicotis) گونه‌ای از پرندگان از تیرهٔ فرخندگان (Thraupidae) است که در کلمبیا و اکوادور یافت می‌شود.
زیستگاه طبیعی آن جنگل‌های کوهستانی نمناک نیمه‌گرمسیری یا گرمسیری است.